# Soterek obecný
Soterek obecný (Abrus precatorius), známý také jako soterek růžencový nebo sotorek, je bobovitá rostlina pocházející původně z tropů a subtropů Asie, nyní se vyskytuje také v Africe a Americe. Je známá pro svá krásná červeno-černá semena, která se používají pro výrobu růženců a šperků. Jsou však silně jedovatá, protože obsahují jed abrin. K otravě ovšem může dojít pouze v případě porušení jejich tvrdé vnější vrstvy. Otrávit se může člověk požitím narušených semen, ale i píchnutím jehly, která prošla semenem při výrobě růženců. v Indii se používaly hroty a čepele napuštěné sotorkem, a údajně i semena vybroušená do špičky, jako vražedná zbraň. Koželuzi v Bengálsku, kteří se živili vyděláváním kůží uhynulého dobytka, v 19. století sotorkem trávili krávy a buvoly.
Doloženy jsou i případy, kdy lidé zemřeli po nadýchání se výparů při výrobě šperků. Otrava se projeví během několika hodin. U požití zvracením, krvavým průjmem, krví v moči a halucinacemi; nakonec selžou ledviny, játra a slezina. U vdechnutí dýchacími problémy, horečkou, zvracením a silným pocením; v plicích se objeví voda a nakonec dojde k úplnému selhání dýchacího ústrojí. Smrt obvykle nastává po třech až čtyřech dnech. Smrtelná dávka jsou pouhé 3 μg abrinu. Jako zajímavost je možné uvést, že listy a kořeny jedovaté nejsou, naopak jsou sladké, proto se rostlině lidově říká indiánská lékořice.